# ده روز با داعش
ده روز با داعش(به انگلیسی: My Journey into the Heart of Terror: Ten Days in the Islamic State) شرح سفر یورگن تودنهوفر، روزنامه‌نگار آلمانی به همراه پسرش و یکی دیگر از دوستان وی به قلمرو داعش است.
نویسنده در فصل‌های ده‌گانه کتاب، مقدمات و ماجراهای پیش از سفر، شرح عینی ده روز اقامت و نیز پایان سفرشان را به دقت، بازگو می‌کند. نویسنده نخست به ریشه‌های داعش و شکل‌گیری آن می‌پردازد و به نقد سیاست‌های غرب و اشتباه‌هات آن‌ها که زمینه‌ساز پیدایش طالبان و داعش شده‌است، می‌پردازد و تروریسم اسلامی را مردود و اعمال داعشی‌ها را غیراسلامی می‌داند.
کتاب نثری ژورنالیستی دارد.

## انتشار کتاب
این کتاب در مدت کوتاهی در آلمان چندین‌بار به چاپ رسید.
در ایران ترجمه‌های محتلفی از این کتاب ارائه شده‌است. رحمان افشاری این کتاب را با عنوان «نگاهی به داعش از درون: ۱۰ روز در دولت اسلامی»
ترجمه کرده‌است این کتاب به چاپ ۲۱ رسیده‌است. همچنین علی عبداللهی و زهرا معین‌الدینی نیز این کتاب را با عنوان ده روز با داعش ترجمه کرده‌اند.